# Venas digitales dorsales del pie
Las venas digitales de los dedos del pie (TA: venae digitales dorsales pedis) son venas situadas sobre las superficies dorsales del pie, que se unen con las venas intercapitulares procedentes del arco venoso cutáneo plantar por pares alrededor de cada surco para formar las venas digitales comunes del pie o venas metatarsianas dorsales.